# Abu-Hafs Úmar ibn Yahya al-Hintatí
Abu-Hafs Úmar ibn Yahya al-Hintatí (àrab: أبو حفص عمر بن يحيى الهنتاتي, Abū Ḥafṣ ʿUmar b. Yaḥyà al-Hintātī) (vers 1100-1175) fou un amazic de l'Anti-Atles marroquí, de la tribu dels hintata, conegut com a al-Hintatí o principalment com Inti, i que fou el principal company del mahdí almohade Ibn Túmart. Fou l'avi de Abu-Zakariya Yahya ibn Abd-al-Wàhid, que el 1236/1237 va rebutjar la sobirania de la dinastia almohade mumínida i va reivindicar en la seva persona la direcció dels almohades, tot fundant la dinastia hàfsida, que pren el seu nom justament d'Abu-Hafs Úmar.
El seu nom amazic era probablement Faskat u-Mzal. Va conèixer Ibn Túmart quan aquest tornava a la seva muntanya natal el 1120/1121. Quan va abraçar la causa d'Ibn Túmart aquest li va imposar el seu nom àrab en record del lloctinent i company del Profeta. Era una de les figures claus del moviment i membre del «consell dels deu». Abu-Hafs Úmar Inti a la mort del mahdí el 1130, va imposar a Abd-al-Mumin ibn Alí com a successor, el qual va transmetre el poder als seus descendents tot fundant la dinastia mumínida. Fou conseller, general i xeic i va estar sempre al capdavant dels afers d'estat, exercint una mena de poder a l'ombra. Va morir amb més de 80 anys el 571 de l'hègira (1175/1176).